# Physogaleus cappetti
 Physogaleus cappetti és una espècie extinta de peix de la família dels carcarínids i de l'ordre dels carcariniformes.